# 朴栄玉
朴 栄玉（パク・ヨンオク（朝: 박영옥）、1929年10月30日（陰暦9月28日） - 2015年2月21日）は、韓国の政治家金鍾泌の妻。元大統領朴正煕の三兄朴相煕の娘である。元大韓サッカー協会長の朴埈弘は弟、元国会議員の朴在鴻、元大統領の朴槿恵、実業家の朴志晩らはいとこである。

## 経歴
「朴榮玉氏調査」（外務省）を加工して作成
- 1949年 - 1950年 亀尾国民学校教師
- 1951年 金鍾泌と結婚
- 1971年 - 1975年 国務総理夫人として各種奉仕活動
- 1971年 - 1979年 韓国女性テニス協会会長
- 1995年 - 1997年 自由民主連合総裁夫人として奉仕活動
- 1998年 赤十字女性奉仕特別諮問委員会名誉委員長

## エピソード
夫の金鍾泌がアメリカの歩兵学校に留学したときに出産した朴栄玉の食事を義理の叔母である陸英修（朴正煕の妻で朴槿恵の母）が準備しなかった。そのため金は帰国して、「自分はご飯を食べておきながら、子どもを生んでお腹を空かせている産婦にそんな仕打ちをするのか」と詰問し、陸は一言も言えなかったというエピソードがある。

## 家族
- 父：朴相煕（1905年9月10日[4] - 1946年10月6日）
- 弟：朴埈弘（1947年2月16日（陰暦1月26日） - ）
- 配偶者：金鍾泌
  - 娘：金禮利（1951年12月27日 - ）
  - 息子：金進（1961年9月3日 - ）